# クリス・ロビンソン (1951年生)
クリス・ロビンソン（英語: Christopher Robinson, Chris Robinson, 1951年4月 - ）は、イギリス出身の保安コンサルタント。遠隔透視能力を持つ超能力者を自称し、夢で見たことをノートに書き留め、その情報をもとに解釈していくという一風変わった方法を使うことから「サイキック・ドリーマー (Psychic Dreamer)」のコードネームを持つという。

## 実績
1991年10月2日のイギリスの新聞『ルートン・ニュース』によれば、ブラックプールで労働党大会開催時にロビンソンが爆弾事件が起きることを予言したという。ボーンマスで保守党大会開催後、ロビンソンの指摘した場所からは、不発弾が5発も発見されたという。
超常現象を取り扱ったイギリスの雑誌『フォーティアン・タイムズ』誌上でのロビンソンの談によれば、同1991年にイギリスで首相官邸襲撃のテロが起きた際、事前にそれを察知して首相官邸に報せ、テロ後に当時の首相ジョン・メージャーの私設補佐官グラハム・ブライトから礼を述べられたという（日本では雑誌『ボーダーランド』1996年8月に日本語訳版が掲載）。また同記事でのロビンソンの談によれば、スリランカの反政府勢力によるテロ、イスラエルの首相イツハク・ラビン暗殺についても事前に察知していたという。
2004年12月20日には日本の情報番組『奇跡の扉 TVのチカラ』に登場。先述のイギリスのテロによりイギリス政府から絶大な信頼を寄せられ、メージャー首相の秘書から感謝状を贈られたと紹介された。2005年12月5日の同番組登場時は、1990年に起きた札幌信金OL殺人事件の犯人の行方の透視に挑んだ。
ナショナルジオグラフィックチャンネルの『Is It Real ?』（日本語題：『非科学的超常現象を解明せよ!』）では『サイキック捜査』の回でロビンソンが取り上げられた。自身の主張によれば、1999年にロンドン警視庁に協力した際に「夢探偵」と仇名され、同庁を始めとするイギリス中の警察が自分の夢を犯罪捜査に利用しているという。またアメリカ同時多発テロ事件をも予知しており、事前にアメリカ大使館へ警告の手紙を送ったものの無視されたと語っている。

## 反論・懐疑論
イギリスの首相官邸襲撃テロについて前述のグラハム・ブライト自身は、ロビンソンから事前の警告はまったくなかったと断言している。後にロビンソンは、事件前に電話をしたものの繋がらなかったとブライトに弁明したが、ブライトによれば、ロビンソンはいつもそのように弁明しているという。またロビンソンの能力を研究する心理学者のキース・ハーンは、この事件後に首相官邸から連絡があったとロビンソンから教えられたが、ロビンソンはそれを後で取り消したという。ハーンは「こういうことがあるから彼はいろいろ言われるんです」と述べている。
また『フォーティアン・タイムズ』にあるスリランカのテロ、イスラエルのラビン首相暗殺について、同記事を執筆したロバート・アービングは、ロビンソンが事件を察知していたとアービングに教えたのは事件発生後であり、事件発生前に彼がそれらを語ったことは皆無と述べている。
『TVのチカラ』での事件捜査時には、ロビンソンは手掛かりとして「石造りのアーチ」「高さは3,4メートル、幅は約2メートル」と述べていたが、最終的には学校の壁画に描かれた虹が「石造りのアーチ」だと指摘され、高さや幅については無視された。またこの場面では、ロビンソンは夢で見たというキーワードを書いた紙を何枚も持ち、それらに多くの単語が書かれていた。これは彼の常套手段であり、膨大な数のキーワードの中から都合の良いもののみを無理に結び付けていると見られている。前述のキース・ハーンは、ロビンソンの夢に登場するものは何かの象徴であり、その意味の解読は非常に困難で、夢の内容が詳しくわかると事実とまったく異なっていることも多いと語っている。
またメージャー首相の秘書から感謝状を受け取ったことについては、『TVのチカラ』放映時の画面に「メージャー首相の秘書からの感謝状」のテロップとともに実物が映し出されたが、それはメージャーではなく彼の補佐官ブライトの秘書からの手紙であり、感謝状ではなく単なる手紙と見られるものであった。ロビンソンが優れた超能力者であるように語られるのは、このようにテレビ制作側の演出も一役買っていると見られている。
『Is It Real ?』において夢探偵と仇名され、イギリス警察に協力していると語ったこともスコットランドヤードから否定されており、アメリカ同時多発テロの警告の手紙の存在も確認されていない。こうした相違点については、人間は誰しも自分の記憶を都合の良いように変える傾向があるが、ロビンソンはそうした傾向がより大きいものとも見られている。
また、『ニュース・オブ・ザ・ワールド』の1987年5月24日付けの記事『保安情報の仰天漏洩、マギー・サッチャー、テロリストの格好のターゲットに』には、携帯用無線受信器を手にしたロビンソンの写真が掲載されており、彼自身、マーガレット・サッチャーの選挙遊説用バスの無線やウェールズ公妃ダイアナの電話を傍受したと語っている。こうした手段を用いれば、重大事件の発生をいち早く知ったり他人の秘密を知るのも不可能ではなく、彼の実績は超能力のほかにこうした事情があるとの意見もある。

## 専門家たちによる検証
前述の『フォーティアン・タイムズ』の執筆者ロバート・アービングはロビンソンに面会を申し込んだ際、ロビンソンは彼の持参する物を言い当てるとのことであった。面会当日、ロビンソンが昨晩の夢をもとに数々のキーワードを記録したというノートを用意していたが、その中にはアービングの昨晩の行動に関係あるといえなくもないキーワードが数個あった程度で、肝心のアービングの持参物についてはまったく触れられておらず、この試みは失敗に終わった。
イギリスの心理学者であるリチャード・ワイズマンは、同国のテレビ番組『未知の世界へ』（日本ではミステリチャンネルで放映）の依頼により、ロビンソンを始めとする3人の有名な超能力者の能力の実験を行なった。内容は、実際の犯罪の遺留品を彼らに触れさせ、被害者や犯人に関する情報を言い当てるもので、対照実験として一般の学生3人も同じことを行なったが、結果は54点満点中、学生たちは22点、ロビンソンらはそれを下回る19点だった。後にワイズマンは「超能力者は、自分たちが言ったことを正確に覚えておらず、正解に近いことを言ったはずだと思い込む傾向がありました。とてもうまくいったという印象を持っていたのかもしれませんね」と述べている。
イギリスの懐疑論者スーザン・ブラックモアは1994年から翌年にかけ、密閉した箱の中の品物をロビンソンに透視させる実験を行ったが、対象の品物12個のうち、的中はわずか2個だった。なお実験終了時には、ロビンソンが夢で見たという内容の文書がブラックモアへ送られたというが、その量は87ページ分にもおよんでおり、前述の『TVのチカラ』と同様、事前情報を多くすることで、当たりを無理に結び付けることを狙っているものとも見られている。
『Is It Real ?』登場時には、ある殺人事件の記事を封筒内に密封し、ロビンソンが事件内容を透視する実験が行われた。ロビンソンは事件内容を詳細に述べた上で、「……大当たりか大ハズレでしょう。大ハズレなら私のパワーが失せたという意味なので引退しなくては」と語ったが、実際には透視内容はまったく的中しておらず、事件の動機や凶器といった重要な事柄すら言い当てることはできなかった。しかしロビンソンは、「活字を印刷しただけの紙ではうまくいかなくて当然です。情念が残留していませんからね」と弁明し、引退することなく活動を続行している。